# کونستانتینوس گنیدونیاس
کونستانتینوس گنیدونیاس (انگلیسی: Konstantinos Genidounias؛ زادهٔ ۳ مهٔ ۱۹۹۳) بازیکن واترپلو اهل یونان است.